# Hemoglobina S
La hemoglobina S es una variante de la hemoglobina resultado de una alteración de la estructura de la globina beta. Es la variante de la hemoglobina más común clínicamente y la más estudiada.

## Características
La alteración en la hemoglobina S es debido a la alteración del gen que codifica a la cadena β de la hemoglobina. De las cuatro cadenas polipeptídicas que forman la hemoglobina (dos alfa y dos beta), las alfa son idénticas a las de la hemoglobina normal (hemoglobina A), pero existe una alteración en las cadenas beta. Estas tienen un aminoácido ácido glutámico que es sustituido por valina en la posición 6 de la cadena polipeptídica de globina beta, que conduce a la producción de una hemoglobina funcionalmente defectuosa, la hemoglobina S. El ácido glutámico tiene carga negativa y la valina es hidrófoba, de manera que forma interacciones hidrofóbicas con alanina, fenilalanina y leucina, lo que promueve polímeros cruzados que deforman el glóbulo rojo. El intercambio es consecuencia de una mutación puntual en la mencionada posición 6. El gen de la cadena β está localizado en el cromosoma 11.
Esto da lugar a una enfermedad que puede ser muy grave, la anemia drepanocítica o de células falciformes, nombre motivado en que los eritrocitos tienen forma de hoz o media luna (drepanocitos).
La anemia de células falciformes es muy frecuente en regiones asociadas a la malaria, dado que la estructura celular asociada a esta patología es resistente a la infección por Plasmodium falciparum.

## Diagnóstico
La presencia de la hemoglobina S y de otras variantes de la hemoglobina en los glóbulos rojos se detecta por medio de la electroforesis de hemoglobina de sangre venosa. En los adultos las siguientes variantes de hemoglobina son normales y componen el total de hemoglobina:
- Hgb A1: 95% a 98%
- Hgb A2: 2% a 3%
- Hgb F: 0,8% a 2%
- Hgb S: 0%
- Hgb C: 0%